# خالد عبد الله (لاعب كرة قدم)
خالد عبد الله مبارك البلوشي (مواليد 18 مايو 1997) لاعب كرة قدم إماراتي يجيد اللعب في الدفاع مع نادي دبا الفجيرة الإماراتي .
لعب في نادي الفجيرة ونادي خورفكان ونادي دبا الفجيرة.

## روابط خارجية
- خالد عبد الله البلوشي على موقع Soccerway.com (الإنجليزية)